# 第28屆加拿大內閣
第28届加拿大内阁即哈珀內閣，通過第39屆加拿大大選后結果令联邦保守黨組成少數政府。隨後保守黨黨魁史提芬·哈珀在2006年2月6日獲總督莊美楷授權成立此內閣，取代联邦自由黨的保羅·馬田出任第22任加拿大總理。
與先例相反，哈珀沒有任命副總理。哈珀的解釋是將根據需要任命任何替代總理，並且可以將這一任務授予不同的部長。

## 第一屆哈珀內閣（2006年2月-2008年10月）
| 樞密院                                                                      | 樞密院                                                                                       |
| --------------------------------------------------------------------------- | -------------------------------------------------------------------------------------------- |
| 哈珀                                                                        | 加拿大總理                                                                                   |
| 安布絲                                                                      | 環境部長兼 加拿大樞密院院長                                                                  |
| 倪可森 馮庇德                                                               | 下議院執政黨首席議員                                                                         |
| 加拿大公共安全部                                                            |                                                                                              |
| 戴國衛                                                                      | 公共安全部長                                                                                 |
| 加拿大農業及農業食品部                                                      |                                                                                              |
| 施察奧（至2007年8月14日） 李熙傑（2007年8月14日起）                         | 農業及農業食品部長                                                                           |
| 加拿大全球事务部                                                            |                                                                                              |
| 馬逵（至2007年8月14日） 卞聶爾（2007年8月14日起） 艾民信（2008年5月29日起） | 全球事务部长                                                                                 |
| 艾民信（至2008年6月25日） 傅逖爾（2008年6月25日起）                         | 國際貿易部長                                                                                 |
| 文娜                                                                        | 加拿大國際發展事務部長兼法語圈國際組織事務部長、官方语言事务部长、文化遺產部長、婦女地位部長 |
| 加拿大移民、難民及公民部                                                    |                                                                                              |
| 蘇伯格（至2007年1月4日） 范茵麗                                             | 移民、難民及公民部長                                                                         |
| 加拿大原住民及北方事務部                                                    |                                                                                              |
| 彭迪思（至2007年8月14日） 施察奧                                            | 原住民及北方事務部長                                                                         |
| 國庫委員會                                                                  |                                                                                              |
| 白諤德（至2007年1月4日） 斯維                                               | 國庫委員會主席                                                                               |
| 加拿大工業部                                                                |                                                                                              |
| 卞聶爾（至2007年8月14日） 彭迪思                                            | 工業部長                                                                                     |
| 李熙傑（至2007年8月14日）                                                   | 小型企業和旅遊部長                                                                           |
| 財政部                                                                      |                                                                                              |
| 費拉逖                                                                      | 財政部長                                                                                     |
| 加拿大司法部                                                                |                                                                                              |
| 斯維（至2007年1月4日） 倪可森（至2010年1月19日）                            | 司法部長暨檢察總長                                                                           |
| 公共服務及採購部                                                            |                                                                                              |
| 傅逖爾（至2008年6月25日） 巴隸司                                            | 公共服務及採購部長                                                                           |
| 加拿大衛生部                                                                |                                                                                              |
| 甘禮明                                                                      | 衛生部長                                                                                     |
| 加拿大就業及社會發展部                                                      |                                                                                              |
| 范茵麗 蘇伯格                                                               | 人力資源和社會發展部部長                                                                     |
| 莊文浩（至2006年11月26日） 馮庇德（至2007年1月4日） 郭姬絲                  | 殘障人士事務部長                                                                             |
| 加拿大交通部                                                                |                                                                                              |
| 康農                                                                        | 交通部長                                                                                     |
| 加拿大自然資源部                                                            |                                                                                              |
| 倫葛禮                                                                      | 自然資源部長                                                                                 |
| 加拿大文化遺產部                                                            |                                                                                              |
| 小田美波梨（至2007年8月14日） 文娜                                          | 文化遺產部長                                                                                 |
| 文娜                                                                        | 婦女地位部長                                                                                 |
| 加拿大稅務局                                                                |                                                                                              |
| 施高頓（至2007年8月14日） 歐康諾                                            | 國家稅務部長                                                                                 |
| 加拿大國防部                                                                |                                                                                              |
| 歐康諾（至2007年8月14日） 馬逵                                              | 國防部長                                                                                     |
| 湯普森                                                                      | 加拿大退伍軍人部長兼 副國防部長                                                              |
| 基建及社區事務部                                                            |                                                                                              |
| 康農                                                                        | 基建及社區事務部長                                                                           |
| 加拿大漁業及海洋部                                                          |                                                                                              |
| 賀恩                                                                        | 漁業及海洋部長                                                                               |

## 第二屆（2008年10月-2011年5月）
| 職位                 | 閣員                             |
| -------------------- | -------------------------------- |
| 總理                 | 哈珀                             |
| 下議院執政黨首席議員 | 侯傑儀（至2010年8月6日） 白諤德  |
| 財政部長             | 費拉逖                           |
| 外交部長             | 康農                             |
| 國防部長             | 馬逵                             |
| 司法部長暨檢察總長   | 倪可森                           |
| 公共安全部長         | 馮庇德（至2010年1月19日） 斯維   |
| 交通部長             | 白諤德（至2010年8月6日） 施察奧  |
| 工業部長 註冊總長    | 甘禮明                           |
| 衛生部長             | 艾露卡                           |
| 國際發展部長         | 小田美波梨                       |
| 國際貿易部長         | 戴國衛（至2010年1月19日） 馮庇德 |
| 漁業及海洋部長       | 謝伊                             |

## 第三屆（2011年5月-2015年11月）
| 職位                 | 閣員                                                  |
| -------------------- | ----------------------------------------------------- |
| 總理                 | 哈珀                                                  |
| 下議院執政黨首席議員 | 馮庇德                                                |
| 財政部長             | 費拉逖（至2014年3月19日） 奧利弗                      |
| 外交部長             | 白諤德（至2015年2月9日） 倪可森                       |
| 國防部長             | 馬逵（至2013年7月15日） 倪可森（至2015年2月9日） 康尼 |
| 司法部長暨檢察總長   | 倪可森（至2013年7月15日） 馬逵                        |
| 公共安全部長         | 斯維（至2013年7月15日） 布尼                          |
| 交通部長             | 萊貝爾（至2013年7月15日） 雷特                        |
| 工業部長 註冊總長    | 巴隸司（至2013年7月15日） 莫而進                      |
| 衛生部長             | 艾露卡（至2013年7月15日） 安布絲                      |
| 國際發展部長         | 范鐵龍（至2013年7月15日） 巴隸司                      |
| 國際貿易部長         | 法斯特                                                |
| 漁業及海洋部長       | 亞士飛（至2013年7月15日） 謝伊                        |